# Кубок Франції з футболу 1919—1920
Кубок Франції з футболу 1919—1920 — 3-й розіграш турніру. Переможцем змагань вперше став столичний клуб «СА Париж». Змагання проводились у 7 раундів, участь в яких взяли 114 команди.

## Чвертьфінали
| Переможці       | Рахунок | Переможені      |
| --------------- | ------- | --------------- |
| 7 березня 1920  |         |                 |
| Гавр            | 3:2     | Кліши           |
| СА Париж        | 1:1     | Ред Стар        |
| Канн            | 2:1     | Олімпік (Лілль) |
| Медок (Бордо)   | 3:0     | КАСЖ (Париж)    |
| 21 березня 1920 |         |                 |
| СА Париж        | 2:0     | Ред Стар        |

## Півфінали
| Переможці      | Рахунок | Переможені    |
| -------------- | ------- | ------------- |
| 11 квітня 1920 |         |               |
| Гавр           | 2:0     | Канн          |
| СА Париж       | 2:1     | Медок (Бордо) |

## Фінал
| 9 травня 1920 |

| СА Париж             | 2 — 1 | Гавр       |
| -------------------- | ----- | ---------- |
| 70' (пен.), 80' Бард |       | 60' Торель |

| «Бержер», Париж Глядачів: 7000 Арбітр: Едмон Жерарден |

| СА Париж |                  |
|          |                  |
| ВР       | Іван Дрейфус     |
| ЗХ       | Марсель Ванко    |
| ЗХ       | Луї Месньє (к)   |
| ПЗ       | Чарльз Макдевітт |
| ПЗ       | Моріс Біге       |
| ПЗ       | Андреи Алегр     |
| НП       | Рауль Дюпе       |
| НП       | Робер Паш        |
| НП       | Анрі Поулан      |
| НП       | Анрі Бард        |
| НП       | Ернест Грав'є    |
| Тренер:  |                  |
| х        |                  |

| Гавр    |                 |
|         |                 |
| ВР      | Клод Дранкур    |
| ЗХ      | Анрі Грівель    |
| ЗХ      | Анрі Гіббон (к) |
| ПЗ      | Віктор Діаль    |
| ПЗ      | Фернан Меріо    |
| ПЗ      | Моріс Авенель   |
| НП      | Раймон Кантос   |
| НП      | Робер Аккар     |
| НП      | Луї Блуі        |
| НП      | Альфред Торель  |
| НП      | П'єр Ленобль    |
| Тренер: |                 |
| х       |                 |